# Карынбаев, Сибугатулла Рыскалиевич
Сибугатулла́ Рыскали́евич Карынба́ев (каз. Сибуғатулла Рысқалыұлы Қарынбаев; 1 марта 1910, Гурьев — 25 августа 1990, Алма-Ата, Казахская ССР, СССР ) — советский анатом; кандидат медицинских наук (1947), профессор (1971); заслуженный врач Казахской ССР. Министр здравоохранения Казахской ССР (1949—1950, 1954—1965), ректор Алма-Атинского медицинского института (1952—1954, 1963—1975).

## Биография
В 1934 году окончил Астраханский медицинский институт, в 1937 — аспирантуру Алма-Атинского медицинского института. В 1937—1939 годы — ассистент кафедры анатомии Алма-Атинского медицинского института.
С 1939 года — в рядах Красной армии; по апрель 1940 года участвовал в Зимней войне, начальник медицинского пункта полка. В 1940—1942 годах — преподаватель Военно-медицинской академии им. Кирова (Ленинград). С октября 1942 года — на фронтах Великой Отечественной войны: Северо-Западном, Воронежском, Белорусском, 1-м Украинском. В мае 1943 года вступил в ВКП(б). Войну окончил командиром 330-го отдельного медико-санитарного батальона (253-я стрелковая дивизия) в звании майора медицинской службы.
В 1946—1948 годы — заместитель министра, в 1949—1950 и 1954—1965 годах — министр здравоохранения Казахской ССР. В этот период организовывал открытие в целинных районах новых медицинских учреждений, курсов по краткосрочной (от 2 до 8 месяцев) подготовке медсестёр, фельдшерско-акушерских школ и медицинских училищ, а также Семипалатинского, Актюбинского и Целиноградского медицинских институтов, фармацевтического факультета Алма-Атинского медицинского института.
В 1952—1954 и 1963—1975 годы — ректор Алма-Атинского медицинского института. С 1975 года до выхода на пенсию заведовал кафедрой нормальной анатомии педиатрического факультета Алма-Атинского медицинского института.
Избирался депутатом Верховного Совета СССР 3 созыва, Верховного Совета Казахской ССР, членом ЦК КП Казахстана, председателем общества Красного Креста Казахской ССР.

## Научная деятельность
В 1947 году защитил кандидатскую диссертацию.
Автор 40 научных работ, в том числе монографии.

### Избранные труды
- Карынбаев С. Р. Вопросы восстановления и новообразования кровеносных сосудов. — Алма-Ата : Наука, 1970. — 114 с. — 1850 экз.
- Карынбаев С. Р., Корякин И. С. Библиография научных работ Казахского государственного медицинского института имени В. М. Молотова за 20 лет (1932—1952 гг.) / Каз. гос. мед. ин-т им. В. М. Молотова. — Алма-Ата : Б. и., 1954. — 102 с.

## Награды
- орден Ленина[2],
- два ордена Отечественной войны I степени (28.5.1945[5], 23.12.1985)[6]),
- Орден Отечественной войны II степени (1.9.1944)[5],
- два ордена Трудового Красного Знамени[2],
- орден Дружбы народов (29.02.1980)[7],
- орден Красной Звезды (19.10.1943)[5],
- два ордена «Знак Почёта»[2],
- медали[8],
- заслуженный врач Казахской ССР (1950)[1][3],
- грамоты Верховного Совета Казахской ССР[2].